# Contrepoints
Contrepoints (pol. kontrapunkty) – francuski serwis informacyjno – publicystyczny o profilu liberalnym.

## Charakterystyka
Strona została założona w 2009 roku. Inspiracją do stworzenia jej tytułu była nieistniejąca już gazeta o tej samej nazwie założona przez francuskiego filozofa Raymonda Arona.
Według dziennika Le Monde, „Contrepoints” jest jednym z najbardziej znanych serwisów liberalnych we Francji. W 2012 roku witryna została nagrodzoina nagrodą Templeton Freedom przez fundacje Atlas Economic Research.